# 黒田長重
黒田 長重（くろだ ながしげ）は、江戸時代前期から中期にかけての大名。筑前国秋月藩2代藩主。官位は従五位下・甲斐守。

## 略歴
初代藩主・黒田長興の次男として江戸にて誕生した。幼名は千之助。
寛文5年（1665年）、父の死去により家督を継ぐ。秋月藩では長興の晩年から既に財政窮乏化が始まっていた。このため長重は厳しい倹約令を出して藩札を発行し、京都や大坂の商人に対して借金返済の停止を行い、上米制度を実施するなどの藩政改革を行った。また、家老制度も確立している。元禄5年（1692年）には外様大名でありながら奏者番となった。
宝永7年（1710年）10月29日、52歳で秋月において死去し、跡を長男の長軌が継いだ。

## 系譜
父母
- 黒田長興（父）
- 法流院 - 佐竹義隆の娘（母）

正室
- 富貴子、勝真院 - 黒田光之の次女

子女
- 黒田長軌（長男） 生母は勝真院